# Luís Bivar

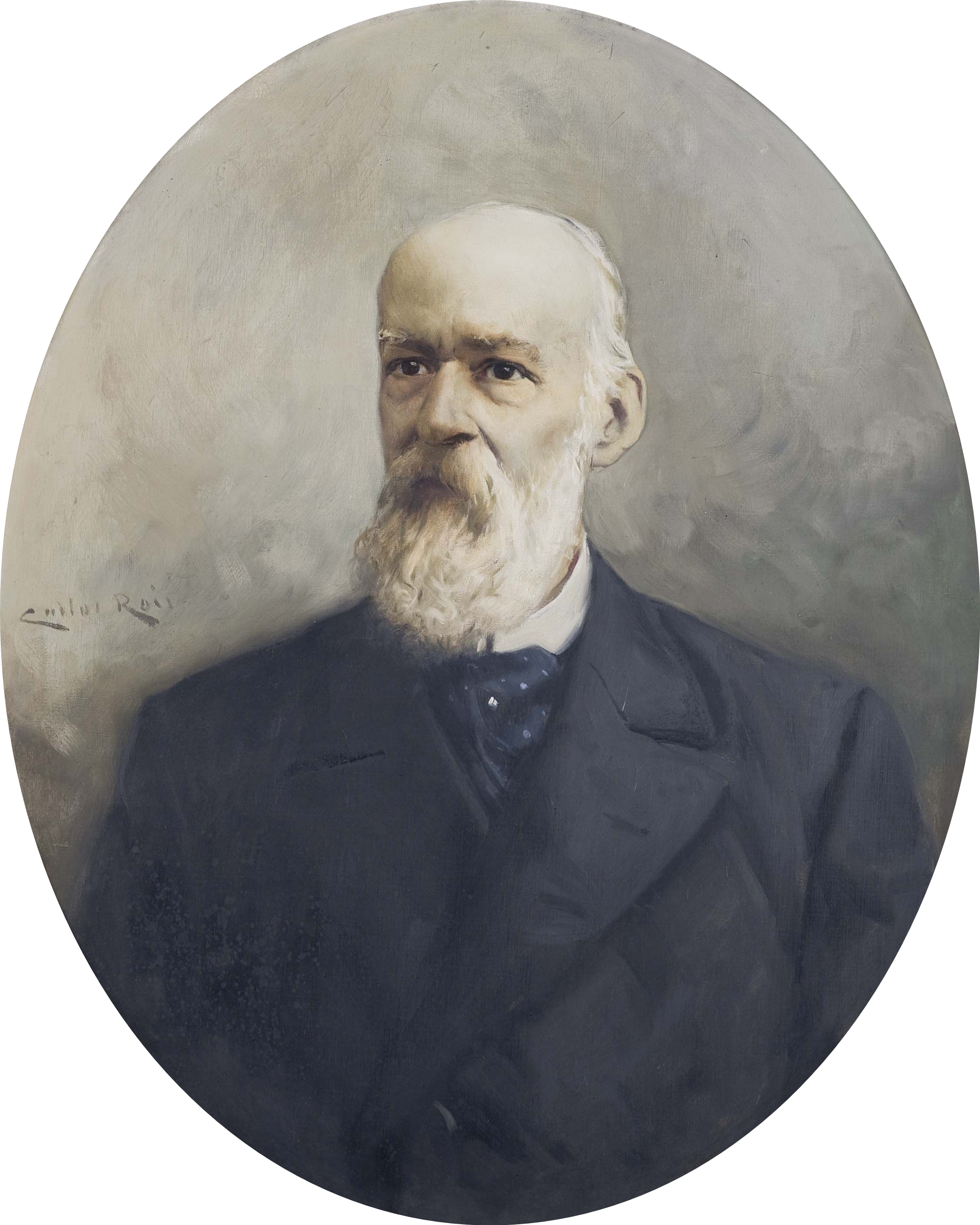
Luís Bívar, por Carlos Reis, no Palácio de São Bento.

Luís Frederico de Bivar Gomes da Costa (1827 - 1904), conhecido como Luís Bívar, foi um juiz e político português.
Filiado no Partido Regenerador, Luís Bivar foi delegado do Ministério Público (1853), juiz de Direito (1862), juiz desembargador do Tribunal da Relação de Lisboa (1882), de que foi presidente em 1894, e juiz conselheiro do Supremo Tribunal de Justiça (1900).
Eleito deputado em 1865, foi presidente da Câmara dos Deputados entre 1882 e 1885. Ascende à Câmara dos Dignos Pares em 1886, sendo nomeado Par do Reino a título vitalício em 1890. Foi presidente da Câmara dos Pares entre 1894-1897 e 1900-1904.
Ao longo da sua carreira política integrou mais de três dezenas de comissões parlamentares.
Sendo do Conselho de Sua Majestade Fidelíssima, Juiz do Supremo Tribunal de Justiça e Presidente da Câmara dos Dignos Pares do Reino, a 13 de Março de 1902, foi designado Conselheiro de Estado (Diário do Governo, N.º 60, 15 de Março de 1902).
Tem uma Avenida com o seu nome na Freguesia de São Sebastião da Pedreira, em Lisboa.